# Amphilophus rostratus
Amphilophus rostratus es una especie de peces de la familia Cichlidae en el orden de los Perciformes.

## Morfología
Los machos pueden llegar alcanzar los 18,5 cm de longitud total.

## Distribución geográfica
Se encuentra en  América Central: en la vertiente atlántica  de Nicaragua y Costa Rica.   